# EHF Champions League 2018/19
An der EHF Champions League 2018/19 nahmen 28 Handball-Vereinsmannschaften (34 mit Qualifikation) teil, die sich in der vorangegangenen Saison in ihren Heimatligen für den Wettbewerb qualifiziert hatten. Titelverteidiger war Montpellier Handball.

## Modus
Gruppenphase: Es gab vier Gruppen, die in zwei Leistungsgruppen eingeteilt wurden. In jeder Gruppe spielte jeder gegen jeden ein Hin- und Rückspiel aus. In Gruppe A & B spielten die 16 als besonders leistungsstark eingeteilten Teams, von denen 5 Mannschaften pro Gruppe das Achtelfinale erreichten; die jeweiligen Gruppensieger kamen direkt ins Viertelfinale.
In Gruppe C & D waren die restlichen zwölf Teams und die zwei Sieger der Qualifikation. Die beiden Erst- und Zweitplatzierten spielten in einer K.-o.-Runde die Plätze für das Achtelfinale aus.
Achtelfinale: Das Achtelfinale bestand aus sechs Paarungen, da die Gruppensieger der Gruppen A und B direkt das Viertelfinale erreichten. Es wurde im K.-o.-System mit Hin- und Rückspiel ausgetragen. Dabei spielten aus den Gruppen A und B die Zweiten gegen die Qualifizierten aus den Gruppen C und D, die Dritten gegen die Sechsten und die Vierten gegen die Fünften der jeweils anderen Gruppe. Der Gewinner jeder Partie zog in das Viertelfinale ein.
Viertelfinale: Das Viertelfinale wurde im K.-o.-System mit Hin- und Rückspiel gespielt. Der Gewinner jeder Partie zog in das Halbfinale ein.
Final Four: Zum 9. Mal gab es ein Final-Four-Turnier. Das Halbfinale wurde im K.-o.-System gespielt. Die Gewinner der beiden Partien zogen in das Finale ein, die Verlierer bestritten das Spiel um den dritten Platz. Es wurde pro Halbfinale nur ein Spiel ausgetragen. Auch das Finale und das Spiel um Platz 3 wurden im einfachen Modus ausgespielt.

## Gruppenphase
Die Auslosung der Gruppenphase fand am 29. Juni in Wien statt.

### Gruppe A
| Pl. | Verein               | Sp. | S  | U | N  | Tore      | Diff. | Punkte  |
| --- | -------------------- | --- | -- | - | -- | --------- | ----- | ------- |
| 1.  | FC Barcelona         | 14  | 12 | 0 | 2  | 0486:3910 | +95   | 024:40  |
| 2.  | KC Veszprém          | 14  | 10 | 0 | 4  | 0406:3900 | +16   | 020:80  |
| 3.  | RK Vardar Skopje     | 14  | 9  | 1 | 4  | 0406:3900 | +16   | 019:90  |
| 4.  | Vive Kielce          | 14  | 7  | 0 | 7  | 0439:4300 | +9    | 014:140 |
| 5.  | Rhein-Neckar Löwen   | 14  | 7  | 0 | 7  | 0418:4100 | +8    | 014:140 |
| 6.  | Brest GK Meschkow    | 14  | 4  | 1 | 9  | 0379:4190 | −40   | 09:190  |
| 7.  | Montpellier Handball | 14  | 3  | 1 | 10 | 0377:4140 | −37   | 07:210  |
| 8.  | IFK Kristianstad     | 14  | 2  | 1 | 11 | 0396:4750 | −79   | 05:230  |

### Gruppe B
| Pl. | Verein                  | Sp. | S  | U | N  | Tore      | Diff. | Punkte  |
| --- | ----------------------- | --- | -- | - | -- | --------- | ----- | ------- |
| 1.  | Paris Saint-Germain     | 14  | 13 | 0 | 1  | 0455:3850 | +70   | 026:20  |
| 2.  | SC Szeged               | 14  | 9  | 2 | 3  | 0411:3970 | +14   | 020:80  |
| 3.  | SG Flensburg-Handewitt  | 14  | 7  | 1 | 6  | 0378:3700 | +8    | 015:130 |
| 4.  | HBC Nantes              | 14  | 5  | 4 | 5  | 0421:4080 | +13   | 014:140 |
| 5.  | HK Motor Saporischschja | 14  | 5  | 1 | 8  | 0389:3810 | +8    | 011:170 |
| 6.  | RK Zagreb               | 14  | 4  | 3 | 7  | 0382:4200 | −38   | 011:170 |
| 7.  | Skjern Håndbold         | 14  | 3  | 2 | 9  | 0398:4390 | −41   | 08:200  |
| 8.  | RK Celje                | 14  | 3  | 1 | 10 | 0380:4160 | −36   | 07:210  |

### Gruppe C
| Pl. | Verein                | Sp. | S | U | N | Tore      | Diff. | Punkte |
| --- | --------------------- | --- | - | - | - | --------- | ----- | ------ |
| 1.  | Bjerringbro-Silkeborg | 10  | 8 | 0 | 2 | 0323:2730 | +50   | 016:40 |
| 2.  | Sporting CP           | 10  | 7 | 0 | 3 | 0304:2770 | +27   | 014:60 |
| 3.  | HT Tatran Prešov      | 10  | 7 | 0 | 3 | 0278:2680 | +10   | 014:60 |
| 4.  | Medwedi Tschechow     | 10  | 4 | 0 | 6 | 0280:2790 | +1    | 08:120 |
| 5.  | Beşiktaş Istanbul     | 10  | 3 | 0 | 7 | 0255:2890 | −34   | 06:140 |
| 6.  | HC Metalurg Skopje    | 10  | 1 | 0 | 9 | 0246:3000 | −54   | 02:180 |

### Gruppe D
| Pl. | Verein           | Sp. | S | U | N | Tore      | Diff. | Punkte |
| --- | ---------------- | --- | - | - | - | --------- | ----- | ------ |
| 1.  | Dinamo Bukarest  | 10  | 7 | 0 | 3 | 0293:2800 | +13   | 014:60 |
| 2.  | Wisła Płock      | 10  | 7 | 0 | 3 | 0278:2500 | +28   | 014:60 |
| 3.  | Elverum Håndball | 10  | 6 | 1 | 3 | 0278:2720 | +6    | 013:70 |
| 4.  | Ademar León      | 10  | 5 | 2 | 3 | 0252:2510 | +1    | 012:80 |
| 5.  | Riihimäki Cocks  | 10  | 2 | 2 | 6 | 0246:2690 | −23   | 06:140 |
| 6.  | Wacker Thun      | 10  | 0 | 1 | 9 | 0268:2930 | −25   | 01:190 |

### K.o.-Runde Gruppen C und D
| 23. Februar 2019 Sa., 19:30 Uhr | Wisła Płock  | 22:26 | Bjerringbro-Silkeborg | Płock Zuschauer: 3850 Schiedsrichter: Herceg, Südi (HUN) |
| 23. Februar 2019 Sa., 19:30 Uhr | (14:14)      |       |                       | Płock Zuschauer: 3850 Schiedsrichter: Herceg, Südi (HUN) |
| 23. Februar 2019 Sa., 19:30 Uhr | Spielbericht |       |                       | Płock Zuschauer: 3850 Schiedsrichter: Herceg, Südi (HUN) |

| 23. Februar 2019 Sa., 17:00 Uhr | Sporting CP  | 32:31 | Dinamo Bukarest | Lissabon Zuschauer: 2600 Schiedsrichter: Schulze, Tönnies (GER) |
| 23. Februar 2019 Sa., 17:00 Uhr | (14:14)      |       |                 | Lissabon Zuschauer: 2600 Schiedsrichter: Schulze, Tönnies (GER) |
| 23. Februar 2019 Sa., 17:00 Uhr | Spielbericht |       |                 | Lissabon Zuschauer: 2600 Schiedsrichter: Schulze, Tönnies (GER) |

| 4. März 2019 So., 17:00 Uhr | Bjerringbro-Silkeborg | 20:27 | Wisła Płock | Silkeborg Zuschauer: 2213 Schiedsrichter: Vešović, Mitrović (MNE) |
| 4. März 2019 So., 17:00 Uhr | (15:13)               |       |             | Silkeborg Zuschauer: 2213 Schiedsrichter: Vešović, Mitrović (MNE) |
| 4. März 2019 So., 17:00 Uhr | Spielbericht          |       |             | Silkeborg Zuschauer: 2213 Schiedsrichter: Vešović, Mitrović (MNE) |

| 4. März 2019 So., 15:10 Uhr | Dinamo Bukarest | 26:27 | Sporting CP | Bukarest Zuschauer: 2538 Schiedsrichter: Mažeika, Gatelis (LTU) |
| 4. März 2019 So., 15:10 Uhr | (15:11)         |       |             | Bukarest Zuschauer: 2538 Schiedsrichter: Mažeika, Gatelis (LTU) |
| 4. März 2019 So., 15:10 Uhr | Spielbericht    |       |             | Bukarest Zuschauer: 2538 Schiedsrichter: Mažeika, Gatelis (LTU) |

## Achtelfinale

### Ergebnisse
Die Paarungen wurden schon im Voraus entsprechend der Platzierungen in der Gruppenphase festgelegt.
Die Hinspiele fanden vom 20. bis 24. März, die Rückspiele vom 30. bis 31. März statt.
| Mannschaft 1            | Mannschaft 2           | Hinspiel                        | Rückspiel                  | Gesamt |
| ----------------------- | ---------------------- | ------------------------------- | -------------------------- | ------ |
| Rhein-Neckar Löwen      | HBC Nantes             | Mi., 20. Mar. 2019              | Sa., 30. Mar. 2019         | 61:62  |
| Rhein-Neckar Löwen      | HBC Nantes             | 34:32 (18:16) Bericht           | 27:30 (14:14) Bericht      | 61:62  |
| Rhein-Neckar Löwen      | HBC Nantes             | Mannheim, 5.417 Zuschauer       | Nantes, 5.902 Zuschauer    | 61:62  |
| HK Motor Saporischschja | PGE Vive Kielce        | Sa., 23. Mar. 2019              | Sa., 30. Mar. 2019         | 62:67  |
| HK Motor Saporischschja | PGE Vive Kielce        | 33:33 (16:16) Bericht           | 29:34 (12:17) Bericht      | 62:67  |
| HK Motor Saporischschja | PGE Vive Kielce        | Saporischschja, 3.500 Zuschauer | Kielce, 3.900 Zuschauer    | 62:67  |
| Brest GK Meschkow       | SG Flensburg-Handewitt | Sa., 23. Mar. 2019              | So., 31 Mar. 2019          | 48:60  |
| Brest GK Meschkow       | SG Flensburg-Handewitt | 28:30 (14:14) Bericht           | 20:30 (8:14) Bericht       | 48:60  |
| Brest GK Meschkow       | SG Flensburg-Handewitt | Brest, 3.500 Zuschauer          | Flensburg, 4.709 Zuschauer | 48:60  |
| RK Zagreb               | RK Vardar Skopje       | Sa., 23. Mar. 2019              | Sa., 30. Mar. 2019         | 48:59  |
| RK Zagreb               | RK Vardar Skopje       | 18:27 (6:14) Bericht            | 30:32 (13:19) Bericht      | 48:59  |
| RK Zagreb               | RK Vardar Skopje       | Zagreb, 7.836 Zuschauer         | Skopje, 5.500 Zuschauer    | 48:59  |
| Wisla Płock             | SC Szeged              | Sa., 24. Mar. 2019              | So., 31. Mar. 2019         | 36:45  |
| Wisla Płock             | SC Szeged              | 20:22 (10:10) Bericht           | 16:23 (8:13) Bericht       | 36:45  |
| Wisla Płock             | SC Szeged              | Płock, 4.000 Zuschauer          | Szeged, 3.200 Zuschauer    | 36:45  |
| Sporting CP             | KC Veszprém            | So., 24. Mar. 2019              | Sa., 30. Mar. 2019         | 57:65  |
| Sporting CP             | KC Veszprém            | 28:30 (15:14) Bericht           | 29:35 (14:17) Bericht      | 57:65  |
| Sporting CP             | KC Veszprém            | Lissabon, 2.903 Zuschauer       | Veszprém, 5.019 Zuschauer  | 57:65  |

## Viertelfinale

### Ergebnisse
Die Paarungen der Viertelfinalpartien wurden bereits zusammen mit den Achtelfinalbegegnungen festgelegt.
Die Hinspiele fanden vom 24. bis zum 27. April statt, die Rückspiele wurden am 4. und 5. Mai ausgetragen.
| Mannschaft 1           | Mannschaft 2        | Hinspiel                      | Rückspiel                   | Gesamt |
| ---------------------- | ------------------- | ----------------------------- | --------------------------- | ------ |
| HBC Nantes             | FC Barcelona        | So., 24. Apr. 2019, 20:45 Uhr | So., 4. Mai 2019, 19:30 Uhr | 51:61  |
| HBC Nantes             | FC Barcelona        | 25:32 (12:16) Bericht         | 26:29 (14:17) Bericht       | 51:61  |
| HBC Nantes             | FC Barcelona        | Nantes, 5.657 Zuschauer       | Barcelona, 5.278 Zuschauer  | 51:61  |
| Vive Kielce            | Paris Saint-Germain | Sa., 27. Apr. 2019, 18:00 Uhr | Sa., 5. Mai 2019, 17:00 Uhr | 60:59  |
| Vive Kielce            | Paris Saint-Germain | 34:24 (16:11) Bericht         | 26:35 (11:18) Bericht       | 60:59  |
| Vive Kielce            | Paris Saint-Germain | Kielce, 4.200 Zuschauer       | Paris, 3.500 Zuschauer      | 60:59  |
| SG Flensburg-Handewitt | KC Veszprém         | Mi., 27. Apr. 2019, 18:00 Uhr | So., 5. Mai 2019, 17:00 Uhr | 47:57  |
| SG Flensburg-Handewitt | KC Veszprém         | 22:28 (15:15) Bericht         | 25:29 (13:17) Bericht       | 47:57  |
| SG Flensburg-Handewitt | KC Veszprém         | Flensburg, 5.118 Zuschauer    | Veszprém, 5.321 Zuschauer   | 47:57  |
| RK Vardar Skopje       | SC Szeged           | So., 25. Apr. 2019, 20:00 Uhr | So., 5. Mai 2019, 19:00 Uhr | 56:52  |
| RK Vardar Skopje       | SC Szeged           | 31:23 (14:12) Bericht         | 25:29 (9:17) Bericht        | 56:52  |
| RK Vardar Skopje       | SC Szeged           | Skopje, 5.500 Zuschauer       | Szeged, 3.200 Zuschauer     | 56:52  |

## Final Four
Das Final Four wurde, wie in den Jahren zuvor, in der Kölner Lanxess Arena ausgetragen.

### Halbfinale
| Mannschaft 1 | Ergebnis      | Mannschaft 2     | Datum und Zeit          |
| ------------ | ------------- | ---------------- | ----------------------- |
| KC Veszprém  | 33:30 (13:13) | Vive Kielce      | 1. Juni 2019, 15:15 Uhr |
| FC Barcelona | 27:29 (16:9)  | RK Vardar Skopje | 1. Juni 2019, 18:00 Uhr |

### Kleines Finale
| Mannschaft 1 | Ergebnis      | Mannschaft 2 | Datum und Zeit          |
| ------------ | ------------- | ------------ | ----------------------- |
| FC Barcelona | 40:35 (20:16) | Vive Kielce  | 2. Juni 2019, 15:15 Uhr |

### Finale
| Mannschaft 1     | Ergebnis      | Mannschaft 2 | Datum und Zeit          |
| ---------------- | ------------- | ------------ | ----------------------- |
| RK Vardar Skopje | 27:24 (16:11) | KC Veszprém  | 2. Juni 2019, 18:00 Uhr |